# Draco melanopogon
Draco melanopogon är en ödleart som beskrevs av  George Albert Boulenger 1887. Draco melanopogon ingår i släktet flygdrakar, och familjen agamer.

## Underarter
Arten delas in i följande underarter:
- D. m. melanopogon
- D. m. nigriappendiculatus